# Dangsin-i sowon-eul malhamyeon
Dangsin-i sowon-eul malhamyeon (당신이 소원을 말하면?), noto anche con il titolo internazionale If You Wish Upon Me, è un drama coreano trasmesso su KBS2 dal 10 agosto al 29 settembre 2022.

## Trama
Dopo essere uscito dal carcere, il giovane Yoon Gyeo-ree è costretto a svolgere una mansione di pubblica utilità presso un ospizio; sebbene all'inizio detesti l'idea, tale esperienza lo porta a maturare profondamente. L'incontro con l'onesto Tae-shik, suo diretto superiore, che cerca in ogni modo di rendere realtà gli ultimi desideri degli anziani nella casa di riposo, e con la dolce ma tenace infermiera Yeon-joo – di cui in seguito si innamora – riportano infatti nella sua vita la speranza e la voglia di andare avanti.